# Раффалович, Джордж
Джордж Раффалович (10 декабря 1880 — 17 мая 1958) (псевдоним — Бедвин Сэндс) — англо-американский политический и общественный деятель, писатель и журналист, представитель украинского национального движения.

## Биография

### Ранние годы
Родился во Франции. Мать — француженка Надин Шапталь (1859—1929), отец — одесский еврей Григорий Раффалович (1849—1881), банкир. Тетка Джорджа, Мария Раффалович, держала в Париже салон, который посещали Сара Бернар и Анри Бергсон.
В 1907 г. женился на Этель Мод Стоун (1881—1985), в браке родились трое детей: Эван (1908—1983), Кэтлин Надя (1912—2000) и Лесли (1916).
Учился в Университете Нанси. В 1906 г. семья переехала в Англию, а в 1910 г. Джордж получил британское подданство.
После переезда в Лондон близко сошелся с Алистером Кроули и его орденом Argentum Astrum, финансировал издание журнала ордена Эквинокс. В это время Раффалович создает несколько фантастических повестей и рассказов, а также трактат по психологии «История души».

### Участие в украинском движении
Со временем Раффалович отошел от фантастики и начал писать заметки по актуальным вопросам международных отношений. В мае 1912 г. в Лондоне он познакомился с политическим эмигрантом, журналистом Владимиром Степанковским, который привлек его к украинскому национальному движению. Раффалович стал писать статьи на эту тему для Saturday Review, British Review, The Commentator, The Outlook и The New Age, а также выступать с публичными лекциями. Вскоре Раффалович стал самым заметным в Британии представителем движения.
В марте 1913 — ноябре 1915 гг. — руководитель и почетный секретарь Британского Украинского комитета. Целью комитета была популяризация всех сюжетов, связанных с Украиной, в Британии, а также распространение идеи о том, что независимая Украина станет оплотом стабильности в Европе и первым союзником Великобритании. С началом Первой мировой войны комитет пытался добиться поддержки украинского движения в англоговорящем мире.
В мае 1914 г. Раффалович участвовал в торжествах, посвященных 100-летию Тараса Шевченко, во Львове.
С началом войны, однако, Великобритания выступила союзницей России. Британские власти заподозрили Раффаловича в работе на Центральные державы. Опасаясь ареста, в ноябре 1915 г. он эмигрировал в США, где безуспешно пытался наладить выпуск украинской прессы.

### В Соединенных Штатах
В США Раффалович занялся научно-исследовательской и преподавательской работой, в том числе подготовил 8-томное собрание «Вырезки, касающиеся Украины, ноябрь 1917-январь 1920» — огромную подборку статей из прессы, в которых речь шла об Украине.
В США получил гражданство (ноябрь 1918 г.) и вторично женился — на художнице Дороти Доусон (1889—1940). В браке родились четверо детей: Алан (1918), Джордж (1920—1987), Фрэнсис (1922) и Грэйс (1925).
Преподавал славянскую и французскую историю в ряде американских университетов. Украинский свободный университет присудил ему докторскую степень.
Архив Раффаловича хранится в Публичной библиотеке Нового Орлеана.

## Переводчик
Перевел на английский работу Михаила Грушевского «Историческое развитие украинского вопроса» (1915) и книги Эмиля Фаге «Читая Ницше» (1918) и Фернана Вандерема «Два берега Сены» (1919).

## Сочинения
Художественная проза
- Planetary Journeys and Earthly Sketches. London: Robert St. Adelphi, W. C., A. Fairbairns, 1908.
- The Man-Cover // The Equinox. Vol. I. № 2 (1909).
- The Brighton Mystery // Ibid. № 3 (1910).
- My Lady of the Breeches // Ibid. № 4 (1910).
- EHE! // Ibid.
- (with J.F.C. Fuller) The Eyes of St. Ljubov // Ibid.
- The Deuce and All. London, 1910.
- On the Loose. London: Public Office of the Equinox, 1910.
- Contributions to the Equinox. London: Simpkin, Marshall, Hamilton, Kent & Company, [s.a.].
- Hearts Adrift. London: F. Griffiths, 1912.
- Gee Raff’s Chap Book № 1. Atlanta: Conger Printing Company, 1929.

Политическая публицистика и научные работы
- Before the Strike // The New Age (June 10, 1909), p. 138.
- The History of a Soul: An Attempt at Psychology. London: F. Griffiths, 1913.
- The Ukraine. Reprint of a lecture on Ukrainian history and present-day political problems. London: F. Griffiths, 1914.
- The Russians in Galicia. Jersey City: Ukrainian national council, 1916.
- Cuttings concerning Ukraine, November 1917 — January 1920 (хранится в Houghton Library, Гарвардский университет).
- Benito Mussolini: a preliminary sketch. Florence: The Owl, 1923.
- Ukraina, a Case of Nationalism. Atlanta, 1930.
- Ward Bosses of Fascism // The Outlook (March 18, 1931), pp. 405—406.
- War Clouds in South Europe // The Outlook (July 8, 1931), pp. 304—307.
- Piety Rules a Negro College // The Outlook (January 13, 1932), pp. 45-46.
- Dead towns of Georgia. Atlanta: Division of State Parks, Dept. of Natural Resources, 1938.